# Aethaloessa
Genre
Aethaloessa est un genre de lépidoptères de la famille des Crambidae.

## Répartition
Les espèces du genre se rencontrent en Afrique, en Asie du Sud et du Sud-Est, en Océanie.

## Description
L'habitus est de Syngamia, les palpes sont juste étendus, les antennes de la moitié de la longueur du bord antérieur, en retrait, chez le mâle finement et longuement ciliées. Les côtes sont normales. Brun doré, les ailes antérieures sont avec une base jaune doré, une bande médiane et une grande macule ovale transversale qui touche le bord antérieur en arrière ; sur les postérieures, la couleur jaune doré est tellement étendue qu'il ne reste qu'une bande marginale de la couleur de fond.

## Liste des espèces
Selon GBIF (16 juin 2021), l'INPN (16 juin 2021), Catalogue of Life (16 juin 2021) et BioLib (16 juin 2021) :
- Aethaloessa calidalis Guenée, 1854
- Aethaloessa floridalis Zeller, 1852

Selon l'IRMNG (16 juin 2021) :
- Aethaloessa aurantiaca Hampson, 1912
- Aethaloessa calidalis Guenée, 1854
- Aethaloessa floridalis Zeller, 1852
- Aethaloessa fulvidalis Wallengren, 1860
- Aethaloessa merionealis Walker, 1859
- Aethaloessa octavialis Walker, 1859
- Aethaloessa octavialis Lederer, 1863
- Aethaloessa rufula Whalley, 1961
- Aethaloessa secutalis Walker, 1866
- Aethaloessa tiphalis Walker, 1859
- Aethaloessa witialis Felder, 1875

## Systématique
Ce genre est décrit par l'entomologiste autrichien Julius Lederer, en 1863, qui le baptise Aethaloëssa, dans le périodique Wiener Entomologische Monatschrift.
Aethaloessa a pour synonymes :
- Chnaura Lederer, 1863[1]
- Aethaloëssa Lederer, 1863[6]